# Neoleptura minutipunctis
Neoleptura minutipunctis là một loài bọ cánh cứng trong họ Cerambycidae.